# سيسيليا يندكفيست
سيسيليا يندكفيست (بالسويدية: Cecilia Lindqvist)‏ هي مؤلفة وكاتِبة سويدية، ولدت في 4 يونيو 1932 في لوند في السويد.

## وصلات خارجية
- سيسيليا يندكفيست على موقع ديسكوغز (الإنجليزية)